# Parafia Trójcy Świętej w Gończycach
Parafia Trójcy Świętej w Gończycach – parafia rzymskokatolicka w Gończycach.
Parafia erygowana w 1690. Obecny kościół parafialny murowany, wybudowany w latach 1997-2002, staraniem ks. Jana Spólnego, poświęcony w 2002 roku przez biskupa Zbigniewa Kiernikowskiego.
Terytorium parafii obejmuje Gończyce, Anielów, Chotynia (częściowo), Gąsiory, Kaleń, Kownacica, Ostrożeń Pierwszy, Ostrożeń Drugi, Sokół, Trzcianka, Władysławów.